# Dilkea
Dilkea es un género de plantas con flores perteneciente a la familia de las Passifloraceae. Comprende trece especies descritas y de estas, solo tres aceptadas.

## Taxonomía
El género fue descrito por Maxwell Tylden Masters y publicado en Transactions of the Linnean Society of London 27: 627. 1871. La especie tipo es: Dilkea retusa Mast.   

## Especies aceptadas
A continuación se brinda un listado de las especies del género Dilkea aceptadas hasta julio de 2014 según Trópicos, ordenadas alfabéticamente. Para cada una se indica el nombre binomial seguido del autor, abreviado según las convenciones y usos.
- Dilkea parviflora Killip.
- Dilkea retusa Mast.